# Dreieinigkeitskirche (Gloggnitz)

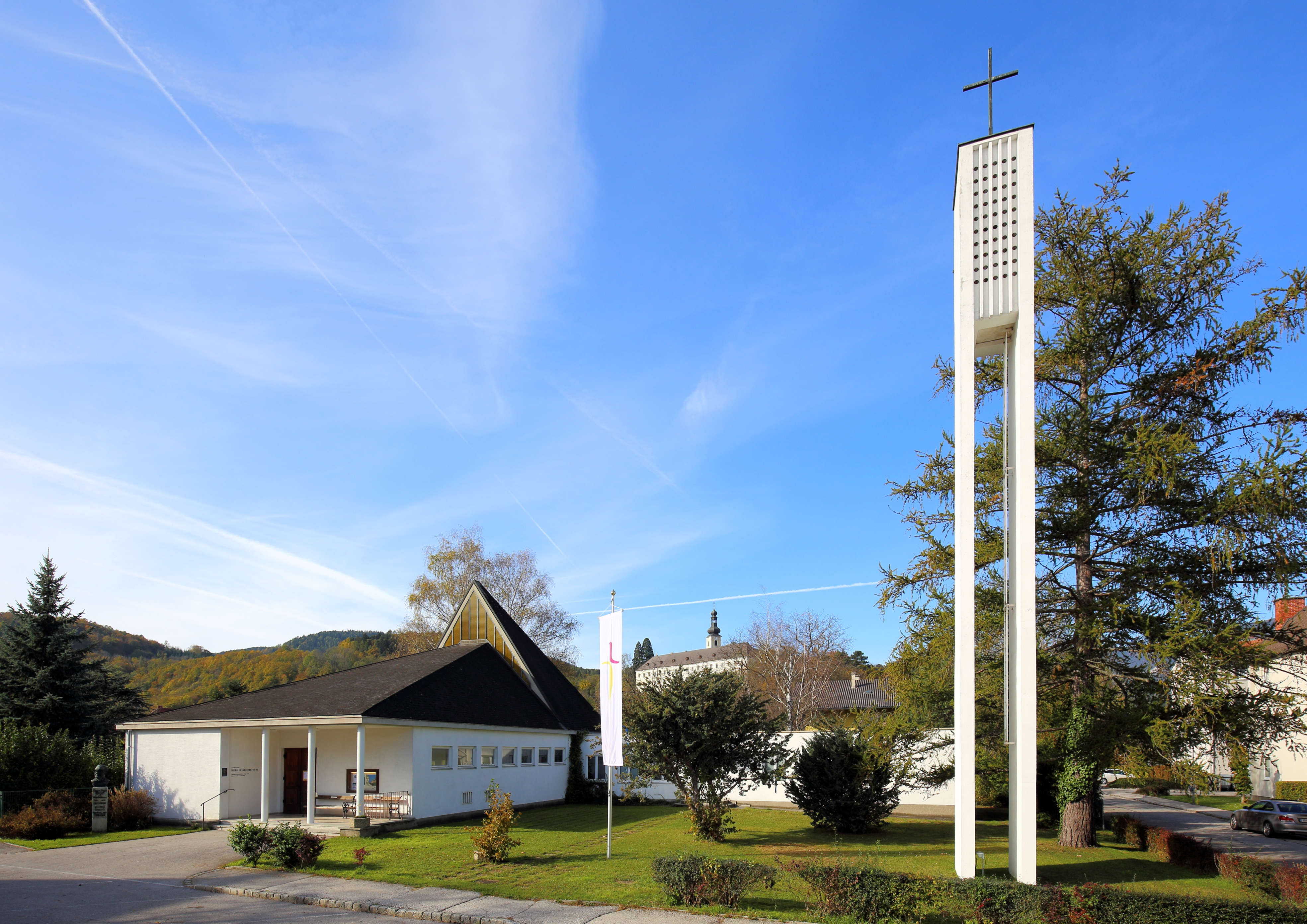
Evang. Pfarrkirche Dreieinigkeit in Gloggnitz

Die Dreieinigkeitskirche ist die evangelische Pfarrkirche der Stadt Gloggnitz im Bezirk Neunkirchen in Niederösterreich. Die Dreieinigkeitskirche gehört zur Evangelischen Superintendentur A. B. Niederösterreich. Das Kirchengebäude steht unter Denkmalschutz.

## Geschichte
Unter dem Schutz der in der Region begüterten Grafen Wurmbrand-Stuppach hatte sich in Gloggnitz eine evangelische Gemeinde etablieren können, die in der Gegenreformation ihr Ende fand. 1934 erwarb die Evangelische Gemeinde Neunkirchen ein Grundstück in Gloggnitz zur Errichtung eines Kirchenbaus, der aber aufgrund des Zweiten Weltkriegs nicht realisiert werden konnte. Stattdessen wurde 1948 als Spende des Ökumenischen Rates der Kirchen eine Militärbaracke aus der Schweiz nach Gloggnitz versetzt und hier als Notkirche adaptiert. Nach deren Abbruch wurde 1967/1968 die heutige Dreieinigkeitskirche durch den Architekten Rudolf Angelides erbaut. Vor der Kirche befindet sich das Denkmal für den Mundartdichter und Kirchenvorsteher der Pfarrgemeinde in Gloggnitz Theodor Maria Vogel.

## Architektur
Der über rechteckigem Grundriss errichtete und mit ausgeklinktem Eingangsbereich versehene Kirchenbau ist von zwei ineinander geschobenen Dächern unterschiedlicher Höhe überdeckt, die ihrer Schnittstelle eine Durchfensterung mit indirekter Lichtführung zum Altarraum aufweisen. Im Kirchenraum sind die Dachflächen mit Ausnahme der östlichen Schrägfläche, die damit optisch zur Altarwand gezogen ist, holzverkleidet. Abseits der Kirche steht ein aus zwei Betonsteelen gebildeter Glockenträger.
Die Dreiecksform des Daches über dem Altarraum greift den namensgebenden Gedanken der Dreieinigkeit Gottes auf. Zugleich verweist die architektonische Zeltform der Kirche auf symbolischer Ebene auf das Zeltheiligtum der jüdischen Tradition (40,1 ) als Inbegriff der Nähe und Präsenz Gottes für das wandernde Gottesvolk und als Zelt Gottes unter den Menschen in der Offenbarung des Johannes (21,3 ).
Die von Günther Baszel geschaffenen zwölf polychromen Glasfenster der seitliche Fensterbänder haben „Gottes Programm und Werk mit uns Menschen“ zum Thema.